# Nyodes obscurior
Nyodes obscurior là một loài bướm đêm trong họ Noctuidae.